# 第13回世界ジャンボリー
第13回世界ジャンボリー（だい13かいせかいジャンボリー、英語: 13th World Jamboree）は、昭和46年（1971年）8月2日から8月10日にかけて日本の静岡県富士宮市朝霧高原で開催された世界ジャンボリーである。日本では初開催となった。

## 概要

世界ジャンボリーシンボルタワー

昭和42年（1967年）8月17日に米国シアトルで開催されたボーイスカウト世界大会にて対立候補を破り、第13回世界ジャンボリーの日本開催が決定した。同年9月4日には朝霧高原での開催が正式に決定した。
大会テーマは"For Understanding"（「相互理解」）であり、参加人数は23,758人で、参加国は87カ国に上った。大会期間中の8月6日にはアーミン・マイヤー米国大使や宇宙飛行士ニール・アームストロングが来場し、8月7日には当時の皇太子明仁親王・美智子妃が来場された。

## 緊急退避
大会中に九州地方を台風19号が縦断した。会場である静岡県は台風の勢力圏内には入っていなかったが、降雨の影響で傾斜豊かな朝霧高原の地盤に水没箇所が発生したり、テントへの浸水も確認された。この水の被害により8月5日には約5,740人が大石寺へ緊急退避し、翌日には16,043人が各施設へ退避した。
8月7日には12,500人がキャンプ地へ戻り、翌8日には残りの人員も戻って通常運営となった。

## 会場
会場は300haにも及び、富士宮有料道路（現在は国道139号）および県道上井出芝川線（現在の静岡県道75号清水富士宮線）沿いに設けられた。
会場のうち大集会場として用いられた場所が現在の朝霧アリーナであり、中央広場周辺が現在の朝霧ジャンボリーゴルフクラブである。静岡県立朝霧野外活動センターは世界ジャンボリー開催に先立ち昭和44年（1969年）に完成している。